# Hôtel Drouot
L'Hôtel Drouot è un edificio di proprietà della Drouot che si trova a Parigi in rue Drouot 9, sul sito un tempo occupato dall'Opéra Le Peletier dell'Opéra national.
La Drouot è nota per le aste riguardanti le belle arti, gli oggetti d'antiquariato e le antichità e i dettagli delle prossime aste sono pubblicati nella Gazette de l'Hôtel Drouot, in vendita ogni settimana nelle edicole e in abbonamento. Nel 2008 Hôtel Drouot si è classificato quinto per vendite tra le case d'asta di Parigi, dopo Sotheby's, Christie's, Artcurial e Ader-Picard-Tajan.

## Storia
L'Hotel Drouot venne inaugurato il 1º giugno 1852. Dal 1976 al 1980, durante la costruzione dell'attuale edificio, le aste si sono tenute nell'ex-Gare d'Orsay.
Nel tempo centinaia di reliquie sono state vendute durante le aste svolte all'Hôtel Drouot, compresi manufatti nativi americani, eschimesi e precolombiani. In particolare nel 2014, nonostante le richieste dell'ambasciata degli Stati Uniti che sollecitavano l'interruzione della vendita, diversi oggetti sacri dei Navajo e degli Hopi sono stati venduti all'asta e la Nazione Navajo è stata in grado di riacquistarne solo sette dei forse 270 articoli che venivano venduti.